# Bistra voda
Bistra voda je balada sarajevske rock grupe Regina koja je predstavljala Bosnu i Hercegovinu na Eurosongu 2009. u Moskvi.
Pjesmu je skladao i napisao sam član grupe, Aleksandar Čović. Pjesma je službeno izabrana 12. siječnja 2009., među konkurencijom u kojoj su bili Irina Kapetanović, Storm i Hari Mata Hari, a službeno je predstavljena 1. ožujka 2009.
Izvučena je za nastup u prvom polufinalu i to kao posljednja, 18., pjesma večeri. Nakon prvog polufinala ušla je, s još 9 zemalja, u veliko finale gdje su nastupali 12. Nakon zbrajanja glasova, pjesma je zauzela izvrsno 9., od 25. mjesta, s ukupno 106 bodova. Ovim je mjestom Regina postala najbolje plarisana pjesma s područja bivše Jugoslavije na ovogodišnjem Eurosongu. Iza nje, ujedno i jedina koja je prošla finale, bila je Hrvatska koja je zauzela tek 18. mjesto. Bosna i Hercegovina trebala je, kako je Čović rekao u emisiji 3 pa 1 za Oslo, završiti natjecanje na 8. mjestu, ispred Francuske, no problem se dogodio nakon otkazivanja telekomunikacijskog sustava u Norveškoj. Bosna i Hercegovina je od Norveške trebala dobiti 10 bodova, a ne 0, te bi na taj način prestigli Francusku.
Regina je s ovom pjesmom ujedno ostvarila i treći najbolji plasman BiH u povijesti (iza Hari Mata Harija i Dine Merlina), dok je nakon uvođenja polufinala ovo drugi najbolji rezultat Bosne i Hercegovine na Eurosongu (iza Hari Mata Harija).
Pjesma je također nagrađena Nagradom Marcel Bezençon za najbolju skladbu na Eurosongu 2009. Nagradu je, kao skladatelj, primio član grupe Aleksandar Čović koji je napisao i riječi i glazbu za pjesmu Bistra voda.

## Vanjske poveznice
- Spot pjesme Bistra voda
- Snimak premijerne izvedbe pjesme 1. ožujka 2009.
- Snimak izvedbe pjesme s Beovizije 2009.
- Snimak izvedbe pjesme s prvog polufinala Eurosonga 2009.
- Snikam izvedbe pjesme s finala Eurosonga 2009.